# Palitoksyna
Palitoksyna – organiczny związek chemiczny z grupy glikozoamin – jedna z najsilniejszych niebiałkowych substancji trujących. Jej dawka śmiertelna wynosi 0,15 µg/kg masy ciała.
Wytwarzana jest przez jamochłona – koralowca z rodziny Palythoa sp. Palitoksyna powoduje przepuszczanie jonów sodu i potasu przez błony komórkowe erytrocytów.